# マネックスFX
株式会社マネックスFX（まねっくすえふえっくす、英文名 Monex FX, inc.）は、かつて存在した外国為替証拠金取引を行う金融先物取引業者である。東京都中央区に本社を置いていた。
2004年に、東短エイジェンシー株式会社（東京短資グループ）の完全子会社「トウキョウフォレックス株式会社」として設立。2008年にマネックスグループ株式会社の子会社となり「株式会社マネックスFX」へ商号を変更した。
2015年2月に、同じくマネックスグループ株式会社の子会社であるマネックス証券株式会社に吸収合併された。

## 沿革
- 2004年7月28日 - 東短エイジェンシー株式会社の100%子会社として「トウキョウフォレックス株式会社」を資本金1,000万円で設立し、本店を東京都中央区日本橋室町におく。
- 2006年2月 - 東短ホールディングス株式会社の100%子会社となる。
- 2006年4月 - 資本金を4億円に増資。
- 2006年7月 - 本店を東京都千代田区鍛冶町に移転。
- 2006年8月21日 - 資本金を7億円に増資。
- 2006年9月1日 - 外国為替証拠金取引業務を開始。
- 2007年3月22日 - 資本金を10億5千万円に増資。
- 2007年10月25日 - 資本金を13億円に増資。
- 2008年4月1日 - マネックス・ビーンズ・ホールディングス株式会社（2008年7月1日より商号をマネックスグループ株式会社に変更）の子会社となる[1]。
- 2008年4月30日 - 資本金を18億円に増資[2]。
- 2008年6月28日 - 商号を「株式会社マネックスFX」に変更[2]。
- 2008年8月25日 - 本店を東京都中央区日本橋箱崎町に移転。
- 2009年5月1日 - 株式交換によりマネックスグループ株式会社の完全子会社となる[3]。
- 2011年10月 - 資産設計アドバイスツール「MONEX VISION β」が2011年度グッドデザイン賞を受賞
- 2013年4月1日 - 吸収分割により顧客口座および関連するFXサービス事業をマネックス証券株式会社に承継[4]。
- 2015年2月1日 - マネックス証券株式会社に吸収合併され消滅[5]。